# Wagnergambiet
Het Wagnergambiet is een gambiet in halfgesloten spel in het schaken met de beginzetten 1.d4 Pf6 2.Pf3 e6 3.Lg5 c5 4.e4.
Het gambiet komt niet vaak voor; het geldt namelijk als gunstig voor zwart.